# Gastón Etlis
Gastón Etlis, né le 4 novembre 1974 à Buenos Aires, est un joueur de tennis professionnel argentin. Il est un spécialiste du double.
Il réalise sa meilleure performance en Grand Chelem à l'Open d'Australie en parvenant en demi-finale par deux fois en 2003 et en 2004. Bien que peu performant en simple, il pousse le numéro 2 mondial Andre Agassi dans un match en 5 sets au premier tour de l'Open d'Australie en 1996.

## Palmarès

### Titres en double (4)
| No | Date       | Nom et lieu du tournoi                       | Catégorie   | Dotation  | Surface      | Partenaire       | Finalistes                     | Score            |          |
| -- | ---------- | -------------------------------------------- | ----------- | --------- | ------------ | ---------------- | ------------------------------ | ---------------- | -------- |
| 1  | 11-02-2002 | BellSouth Open by Rosen Viña del Mar         | Int' Series | 356 000 $ | Terre (ext.) | Martín Rodríguez | Lucas Arnold Ker Luis Lobo     | 6-3, 6-4         |          |
| 2  | 18-02-2002 | Copa AT&T Buenos Aires                       | Int' Series | 400 000 $ | Terre (ext.) | Martín Rodríguez | Simon Aspelin Andrew Kratzmann | 3-6, 6-3, [10-4] | Parcours |
| 3  | 12-04-2004 | Open de Tenis Comunidad Valenciana Valence   | Int' Series | 375 000 $ | Terre (ext.) | Martín Rodríguez | Feliciano López Marc López     | 7-5, 7-65        | Parcours |
| 4  | 22-08-2005 | Pilot Pen Tennis by Michelob Ultra New Haven | Int' Series | 650 000 $ | Dur (ext.)   | Martín Rodríguez | Rajeev Ram Bobby Reynolds      | 6-4, 6-3         | Parcours |

### Finales en double (10)
| No | Date       | Nom et lieu du tournoi                                     | Catégorie      | Dotation    | Surface      | Vainqueurs                    | Partenaire       | Score           |          |
| -- | ---------- | ---------------------------------------------------------- | -------------- | ----------- | ------------ | ----------------------------- | ---------------- | --------------- | -------- |
| 1  | 21-02-2000 | Abierto Mexicano Telcel Mexico                             | Series Gold    | 700 000 $   | Terre (ext.) | Byron Black Donald Johnson    | Martín Rodríguez | 6-3, 7-5        | Parcours |
| 2  | 24-07-2000 | Internazionali di Tennis di San Marino Saint-Marin         | Int' Series    | 325 000 $   | Terre (ext.) | Tomáš Cibulec Leoš Friedl     | Jack Waite       | 7-61, 7-5       | Parcours |
| 3  | 10-09-2001 | Brasil Open Costa do Sauípe                                | Int' Series    | 375 000 $   | Dur (ext.)   | Enzo Artoni Daniel Melo       | Brent Haygarth   | 6-3, 1-6, 7-65  | Parcours |
| 4  | 22-04-2002 | Open Seat Godó Barcelone                                   | Series Gold    | 955 000 $   | Terre (ext.) | Michael Hill Daniel Vacek     | Lucas Arnold Ker | 6-4, 6-4        | Parcours |
| 5  | 15-07-2002 | MercedesCup Stuttgart                                      | Int' Series    | 475 000 $   | Terre (ext.) | Joshua Eagle David Rikl       | David Adams      | 6-3, 6-4        | Parcours |
| 6  | 19-04-2004 | Tennis Masters Monte-Carlo Monte-Carlo                     | Masters Series | 2 200 000 $ | Terre (ext.) | Tim Henman Nenad Zimonjić     | Martín Rodríguez | 7-5, 6-2        | Parcours |
| 7  | 13-09-2004 | Millennium International Tennis Championships Delray Beach | Int' Series    | 355 000 $   | Dur (ext.)   | Leander Paes Radek Štěpánek   | Martín Rodríguez | 6-0, 6-3        | Parcours |
| 8  | 27-09-2004 | Campionati Internazionali di Sicilia Palerme               | Int' Series    | 355 000 $   | Terre (ext.) | Lucas Arnold Ker Mariano Hood | Martín Rodríguez | 7-5, 6-2        | Parcours |
| 9  | 11-10-2004 | BA-CA Tennis Trophy Vienne                                 | Series Gold    | 658 000 $   | Dur (int.)   | Martin Damm Cyril Suk         | Martín Rodríguez | 64-7, 6-4, 7-64 | Parcours |
| 10 | 31-01-2005 | BellSouth Open by Rosen Viña del Mar                       | Int' Series    | 355 000 $   | Terre (ext.) | David Ferrer Santiago Ventura | Martín Rodríguez | 6-3, 6-4        | Parcours |

## Résultats en Grand Chelem

### En double
| Année | Open d'Australie            | Open d'Australie               | Roland-Garros                  | Roland-Garros                     | Wimbledon | Wimbledon | US Open | US Open |
| ----- | --------------------------- | ------------------------------ | ------------------------------ | --------------------------------- | --------- | --------- | ------- | ------- |
| 2003  |                             |                                | 1/4 de finale Martín Rodríguez | Paul Haarhuis Ievgueni Kafelnikov |           |           |         |         |
| 2004  | 1/2 finale Martín Rodríguez | Michaël Llodra Fabrice Santoro |                                |                                   |           |           |         |         |

Sous le résultat, le partenaire ; à droite, l'ultime équipe adverse.

### En double mixte
| Année | Open d'Australie | Open d'Australie | Roland-Garros | Roland-Garros | Wimbledon | Wimbledon | US Open                            | US Open                      |
| ----- | ---------------- | ---------------- | ------------- | ------------- | --------- | --------- | ---------------------------------- | ---------------------------- |
| 2002  | Finaliste        | Finaliste        |               |               |           |           | 2e tour (1/8) Nicole Arendt        | Kimberly Po Donald Johnson   |
| 2003  |                  |                  |               |               |           |           | 1er tour (1/16) Els Callens        | Katarina Srebotnik Bob Bryan |
| 2004  |                  |                  |               |               |           |           | 1/4 de finale Emmanuelle Gagliardi | Vera Zvonareva Bob Bryan     |
| 2005  |                  |                  |               |               |           |           | 2e tour (1/8) A. Medina Garrigues  | Ai Sugiyama Kevin Ullyett    |

Sous le résultat, la partenaire ; à droite, l'ultime équipe adverse.